# オウケンムーン
オウケンムーン（英語: Oken Moon、2015年3月14日 - ）は、日本の競走馬。2018年の共同通信杯(GIII)の勝ち馬である。
馬名の意味は、冠名+母名の一部。

## 戦績

### デビュー前
2015年3月14日、北海道安平町のノーザンファームで誕生。前年のオウケンブルースリの種付け頭数は12頭であり、ノーザンファームから交配された繁殖牝馬は本馬の母ムーンフェイズのみであった。1歳夏からは父と同じノーザンファーム空港牧場のR厩舎で育成された。

### 2歳（2017年）
8月12日の新馬戦では単勝68.7倍の8番人気と低評価だったが、出走馬中最速の上がり3F33.4の末脚で4着に入る。9月2日の未勝利戦では単勝1番人気に支持され、新潟芝2000mの2歳コースレコードとなる2分1秒8の勝ち時計で2着に6馬身差を付けて圧勝した。

### 3歳（2018年）
1月8日の3歳500万下で復帰し、1番人気の支持に応えて2連勝を飾る。その後は共同通信杯(GIII)に駒を進める。単勝6番人気の評価であったが、道中は内で折り合うと最後の直線では外に進路を取って抜け出し、重賞初制覇を飾った。父のオウケンブルースリにとってもこれが産駒の初重賞勝利となった。
皐月賞(GI)では単勝5番人気に推されたが、直線で伸びきれずに12着に終わった。続く東京優駿(GI)も15着に沈み、春のクラシックで結果を残すことはできなかった。
秋初戦のセントライト記念で5着となり、父子制覇を狙って出走した菊花賞では4コーナーでバランスを崩して歩様を乱し、最下位の18着に終わった。その後脚部不安により長期休養に入る。

### 4歳（2019年）～5歳（2020年）
2019年は脚部不安による休養で全休。5歳になり、オールカマーで1年11か月ぶりの実戦となり8着に敗れる。復帰2戦目となったオクトーバーステークスは中団から追い上げて3着に入る。しかし中日新聞杯はブービーの17着に終わった。

### 6歳（2021年）
年が明け白富士ステークスは7着に敗れる。次走は中山記念を予定していたが右後肢挫石のため回避となる。4か月の休み明けとなったメイステークスは9着、続く札幌日経オープンは5着に敗れた。丹頂ステークスは先行して4着に粘った。次走、アルゼンチン共和国杯は11着に沈んだ。

### 7歳（2022年）
7歳初戦となった中山金杯は14着に終わった。
その後、休養していたが12月2日付で美浦・国枝栄厩舎から、同じく美浦の岩戸孝樹厩舎に転厩することが発表された。

### 8歳（2023年）
1月22日のアメリカジョッキークラブカップで約1年ぶりに復帰したが、14着の殿負けを喫する。大阪城ステークス15着の後、障害に転向して9月までに3戦し、2戦目には2着となるが、その後は再度の休養に入った。

### 9歳（2024年）
大阪城ステークス以来の平地戦にして、初のダート戦となった7月21日のジュライステークスで復帰するが、大差の殿負けに終わる。7月26日付でJRAの競走馬登録を抹消され、佐賀競馬へ移籍。ダートグレード競走の浦和記念にも出走するが、4戦未勝利に終わり、12月14日付で地方競馬からも登録を抹消され引退した。

## 競走成績
以下の内容は、netkeiba.comの情報に基づく。
| 競走日     | 競馬場 | 競走名               | 格    | 距離（馬場）  | 頭 数 | 枠 番 | 馬 番 | オッズ （人気） | 着順 | タイム （上り3F） | 着差 | 騎手      | 斤量 [kg] | 1着馬（2着馬）         | 馬体重 [kg] |
| ---------- | ------ | -------------------- | ----- | ------------- | ----- | ----- | ----- | --------------- | ---- | ----------------- | ---- | --------- | --------- | ---------------------- | ----------- |
| 2017.08.12 | 新潟   | 2歳新馬              |       | 芝1800m（稍） | 15    | 3     | 4     | 068.70（8人）   | 04着 | R1:49.2（33.4）   | -0.7 | 0北村宏司 | 54        | サクステッド           | 466         |
| 0000.09.02 | 新潟   | 2歳未勝利            |       | 芝2000m（良） | 11    | 6     | 7     | 002.60（1人）   | 01着 | R2:01.8（35.3）   | -1.0 | 0北村宏司 | 54        | （アイリスロード）     | 456         |
| 2018.01.08 | 中山   | 3歳500万下           |       | 芝2000m（良） | 12    | 3     | 3     | 002.50（1人）   | 01着 | R2:03.4（35.2）   | -0.2 | 0北村宏司 | 56        | （ヴェロニカグレース） | 468         |
| 0000.02.11 | 東京   | 共同通信杯           | GIII  | 芝1800m（良） | 12    | 5     | 6     | 013.60（6人）   | 01着 | R1:47.4（33.5）   | -0.1 | 0北村宏司 | 56        | （サトノソルタス）     | 458         |
| 0000.04.15 | 中山   | 皐月賞               | GI    | 芝2000m（稍） | 16    | 5     | 9     | 009.70（5人）   | 12着 | R2:02.2（35.8）   | -1.4 | 0北村宏司 | 57        | エポカドーロ           | 454         |
| 0000.05.27 | 東京   | 東京優駿             | GI    | 芝2400m（良） | 18    | 5     | 9     | 130.4（15人）   | 15着 | R2:25.0（34.9）   | -1.4 | 0北村宏司 | 57        | ワグネリアン           | 448         |
| 0000.09.17 | 中山   | セントライト記念     | GII   | 芝2200m（良） | 15    | 8     | 14    | 052.3（10人）   | 05着 | R2:12.8（34.3）   | -0.7 | 0北村宏司 | 56        | ジェネラーレウーノ     | 446         |
| 0000.10.21 | 京都   | 菊花賞               | GI    | 芝3000m（良） | 18    | 7     | 15    | 143.3（16人）   | 18着 | R3:11.2（37.8）   | -5.1 | 0北村宏司 | 57        | フィエールマン         | 440         |
| 2020.09.27 | 中山   | オールカマー         | GII   | 芝2200m（稍） | 9     | 8     | 9     | 131.70（9人）   | 08着 | R2:16.7（35.3）   | -1.2 | 0北村宏司 | 56        | センテリュオ           | 454         |
| 0000.10.18 | 東京   | オクトーバーS        | L     | 芝2000m（稍） | 16    | 5     | 9     | 043.0（10人）   | 03着 | R2:00.3（35.7）   | -0.8 | 0吉田豊   | 57        | テリトーリアル         | 450         |
| 0000.12.12 | 中京   | 中日新聞杯           | GIII  | 芝2000m（良） | 18    | 8     | 17    | 044.4（13人）   | 17着 | R2:01.4（34.3）   | -1.3 | 0北村宏司 | 56        | ボッケリーニ           | 452         |
| 2021.01.30 | 東京   | 白富士S              | L     | 芝2000m（良） | 13    | 7     | 10    | 085.1（13人）   | 07着 | R1:59.4（34.3）   | -0.4 | 0吉田豊   | 57        | ポタジェ               | 458         |
| 0000.05.22 | 東京   | メイS                | OP    | 芝1800m（良） | 14    | 8     | 13    | 025.50（9人）   | 09着 | R1:47.2（34.2）   | -0.9 | 0吉田豊   | 56        | アブレイズ             | 446         |
| 0000.08.07 | 函館   | 札幌日経OP           | L     | 芝2600m（良） | 15    | 8     | 14    | 074.9（12人）   | 05着 | R2:40.6（37.1）   | -0.8 | 0団野大成 | 57        | ディアスティマ         | 446         |
| 0000.09.05 | 札幌   | 丹頂S                | OP    | 芝2600m（良） | 10    | 7     | 7     | 021.70（7人）   | 04着 | R2:44.6（36.2）   | -0.3 | 0団野大成 | 56        | カウディーリョ         | 440         |
| 0000.11.07 | 東京   | アルゼンチン共和国杯 | GII   | 芝2500m（良） | 15    | 2     | 2     | 062.7（13人）   | 11着 | R2:33.4（34.6）   | -1.0 | 0団野大成 | 56        | オーソリティ           | 446         |
| 2022.01.05 | 中山   | 中山金杯             | GIII  | 芝2000m（良） | 17    | 1     | 1     | 070.8（13人）   | 14着 | R2:01.3（35.8）   | -1.2 | 0菅原明良 | 56        | レッドガラン           | 454         |
| 2023.01.22 | 中山   | AJCC                 | GII   | 芝2200m（良） | 14    | 5     | 8     | 317.7（14人）   | 14着 | R2:16.2（37.2）   | -2.7 | 0北村宏司 | 57        | ノースブリッジ         | 452         |
| 0000.03.05 | 阪神   | 大阪城S              | L     | 芝1800m（良） | 16    | 3     | 5     | 116.5（15人）   | 15着 | R1:47.7（35.8）   | -2.9 | 0団野大成 | 56        | スカーフェイス         | 450         |
| 0000.05.27 | 新潟   | 障害4歳上未勝利      |       | 障3000m（良） | 9     | 5     | 5     | 008.70（5人）   | 05着 | R3:26.8（13.8）   | -2.8 | 0伴啓太   | 60        | アベックフォルス       | 446         |
| 0000.07.23 | 福島   | 障害3歳上未勝利      |       | 障2770m（良） | 13    | 2     | 2     | 006.70（5人）   | 02着 | R3:04.4（13.3）   | -0.2 | 0伴啓太   | 60        | アコルドエール         | 446         |
| 0000.09.02 | 新潟   | 障害3歳上未勝利      |       | 障2850m（良） | 14    | 1     | 1     | 003.20（2人）   | 08着 | R3:10.8（13.4）   | -1.9 | 0伴啓太   | 60        | ウィンドリッパー       | 450         |
| 2024.07.21 | 福島   | ジュライS            | L     | ダ1700m（良） | 15    | 1     | 1     | 201.3（15人）   | 15着 | R1:51.3（43.3）   | -7.0 | 0菊沢一樹 | 58        | メイショウテンスイ     | 450         |
| 0000.09.08 | 佐賀   | りんどう特別         | B     | ダ0900m（良） | 8     | 7     | 7     | 015.90（4人）   | 07着 | R0:55.8（35.9）   | -2.3 | 0合林海斗 | 53        | マリノリリアン         | 464         |
| 0000.09.21 | 佐賀   | KYUSHU DREAM賞       | B-3   | ダ1400m（稍） | 8     | 4     | 4     | 028.00（6人）   | 05着 | R1:32.1（39.8）   | -2.2 | 0加茂飛翔 | 56        | ミフネ                 | 466         |
| 0000.11.02 | 佐賀   | 錦秋賞               | B     | ダ1750m（不） | 9     | 2     | 2     | 082.80（8人）   | 09着 | R2:04.5（43.9）   | -6.7 | 0小松丈二 | 56        | フレイムソード         | 475         |
| 0000.11.20 | 浦和   | 浦和記念             | JpnII | ダ2000m（稍） | 11    | 8     | 11    | 740.4（11人）   | 11着 | R2:14.4（42.0）   | -8.4 | 0見越彬央 | 56        | アウトレンジ           | 459         |

1. ↑  障害戦は平均1F

## 血統表
| オウケンムーンの血統            | オウケンムーンの血統                              | オウケンムーンの血統                              | （血統表の出典）                                  | （血統表の出典） |
| 父系                            | ゼダーン系                                        | ゼダーン系                                        | ゼダーン系                                        | [ § 2 ]          |
| 父 オウケンブルースリ 2005 栗毛 | 父の父ジャングルポケット 1998 鹿毛                | *トニービン                                       | *カンパラ                                         | *カンパラ        |
| 父 オウケンブルースリ 2005 栗毛 | 父の父ジャングルポケット 1998 鹿毛                | *トニービン                                       | Severn Bridge                                     |                  |
| 父 オウケンブルースリ 2005 栗毛 | 父の父ジャングルポケット 1998 鹿毛                | *ダンスチャーマー                                 | Nureyev                                           | Nureyev          |
| 父 オウケンブルースリ 2005 栗毛 | 父の父ジャングルポケット 1998 鹿毛                | *ダンスチャーマー                                 | Skillful Joy                                      |                  |
| 父 オウケンブルースリ 2005 栗毛 | 父の母*シルバージョイ Silver Joy 1993 栗毛        | Silver Deputy                                     | Deputy Minister                                   | Deputy Minister  |
| 父 オウケンブルースリ 2005 栗毛 | 父の母*シルバージョイ Silver Joy 1993 栗毛        | Silver Deputy                                     | Silver Valley                                     |                  |
| 父 オウケンブルースリ 2005 栗毛 | 父の母*シルバージョイ Silver Joy 1993 栗毛        | Joy of Myrtlewood                                 | Northern Jove                                     | Northern Jove    |
| 父 オウケンブルースリ 2005 栗毛 | 父の母*シルバージョイ Silver Joy 1993 栗毛        | Joy of Myrtlewood                                 | Myrtlewood Lass                                   |                  |
| 母 ムーンフェイズ 2001 鹿毛     | 母の父*エリシオ Helissio 1993 鹿毛                | Fairy King                                        | Northern Dancer                                   | Northern Dancer  |
| 母 ムーンフェイズ 2001 鹿毛     | 母の父*エリシオ Helissio 1993 鹿毛                | Fairy King                                        | Fairy Bridge                                      |                  |
| 母 ムーンフェイズ 2001 鹿毛     | 母の父*エリシオ Helissio 1993 鹿毛                | Helice                                            | Slewpy                                            | Slewpy           |
| 母 ムーンフェイズ 2001 鹿毛     | 母の父*エリシオ Helissio 1993 鹿毛                | Helice                                            | Hirondelle                                        |                  |
| 母 ムーンフェイズ 2001 鹿毛     | 母の母*アフターザサン After the Sun 1988 鹿毛     | Storm Bird                                        | Northern Dancer                                   | Northern Dancer  |
| 母 ムーンフェイズ 2001 鹿毛     | 母の母*アフターザサン After the Sun 1988 鹿毛     | Storm Bird                                        | South Ocean                                       |                  |
| 母 ムーンフェイズ 2001 鹿毛     | 母の母*アフターザサン After the Sun 1988 鹿毛     | Encorelle                                         | Arctic Tern                                       | Arctic Tern      |
| 母 ムーンフェイズ 2001 鹿毛     | 母の母*アフターザサン After the Sun 1988 鹿毛     | Encorelle                                         | Esdee                                             |                  |
| 母系(F-No.)                     | 5号族(FN:5-g)                                     | 5号族(FN:5-g)                                     | 5号族(FN:5-g)                                     | [ § 3 ]          |
| 5代内の近親交配                 | Northern Dancer5×5×4×4＝18.75%、Special5×5＝6.25% | Northern Dancer5×5×4×4＝18.75%、Special5×5＝6.25% | Northern Dancer5×5×4×4＝18.75%、Special5×5＝6.25% | [ § 4 ]          |
| 出典                            | 1. 2. 3. 4.                                       | 1. 2. 3. 4.                                       | 1. 2. 3. 4.                                       | 1. 2. 3. 4.      |

- 母ムーンフェイズは現役時代に中央で3勝[12]。
- 母の兄に青葉賞(GIII)勝ちのトキオエクセレント、産経大阪杯(GII)と中京記念(GIII)を制したタガノマイバッハがいる[12]。